# 동상 (현상)

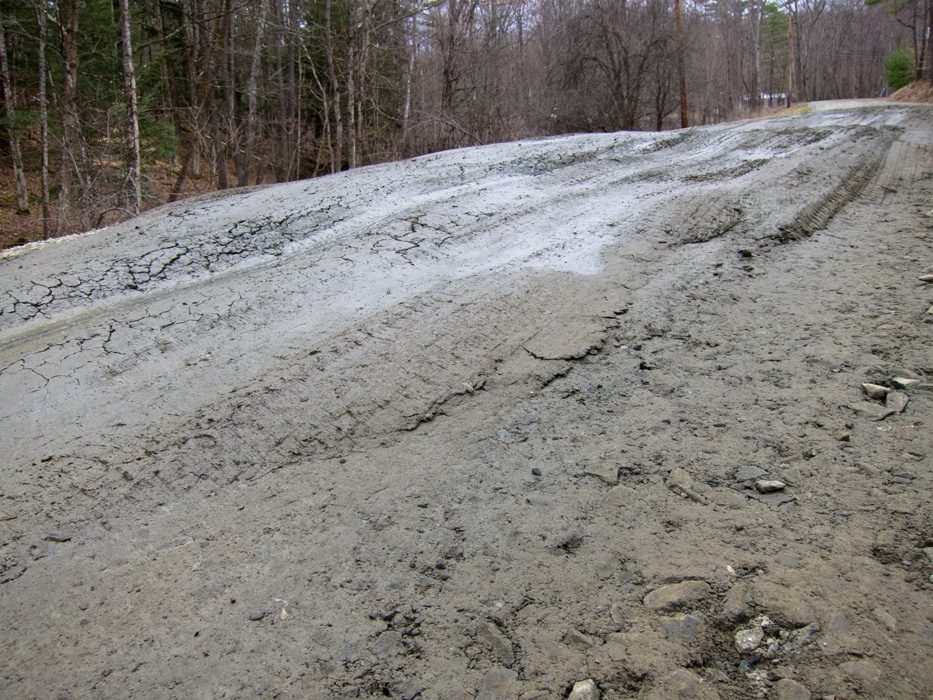
버몬트주 도로의 동상

동상(凍上, Frost heaving), 서릿발 상주는 결빙 온도가 토양에 침투한 토양의 깊이에서 위쪽으로 표면을 향해 성장함에 따라 얼음의 존재가 증가하여 발생하는 결빙 조건 동안 토양의 위쪽 팽창이다. 얼음이 성장하려면 특정 토양에서 모세관 현상을 통해 동결전선(freezing point)으로 물을 전달하는 물 공급이 필요하다. 위에 있는 토양의 무게는 얼음의 수직 성장을 억제하고 토양 내에서 렌즈 모양의 얼음 형성을 촉진할 수 있다. 그러나 하나 이상의 성장하는 얼음 렌즈(ice lense)의 힘은 1피트(0.30미터) 이상 흙을 들어올리기에 충분하다. 얼음 렌즈 형성을 위해 물이 통과하는 토양은 모세관 작용을 허용할 만큼 충분히 다공성이어야 하지만 모세관 연속성을 깨뜨릴 정도로 다공성이어서는 안 된다. 이러한 토양을 "동결에 취약한"(frost susceptible) 토양이라고 한다. 얼음 렌즈의 성장은 결빙 전선에서 상승하는 물을 지속적으로 소비한다. 차동 동상(Differential frost heaving)은 도로 표면에 균열을 일으켜 봄철 포트홀 형성에 기여하고 건물 기초를 손상시킬 수 있다. 기계적으로 냉장된 냉장 보관 건물과 아이스 링크에서 서리가 발생할 수 있다.
서릿발은 기본적으로 결빙 전선이 토양 깊숙이 침투하여 서리 융기처럼 들어 올릴 토양 과부하가 발생하기 전인 결빙 시즌이 시작될 때 발생하는 동상이다.

## 추가 문헌
- Manz, Lorraine (July 2011), “Frost heave” (PDF), 《Geo News》 32 (2): 18–24

## 같이 보기
- 빙결 풍화 작용